# ادموند رابرا
ادموند رابرا (انگلیسی: Edmund Rubbra؛ ‏ ‎/ˈrʌbrə/‎؛ ‏ ۲۳ مهٔ ۱۹۰۱ – ۱۴ فوریهٔ ۱۹۸۶) آهنگساز و موسیقی‌دان اهل بریتانیا بود.
ادموند رابرا آثار سازی (بی‌کلام) و آوازی فراوانی برای تک‌نوازان، نوازندگان مجلسی و گروه‌های کر و ارکستر ساخت. او مورد احترام بسیاری از نوازندگان هم‌عصر خود بود و در اواسط قرن بیستم در اوج شهرتش بود. معروف‌ترین قطعات او یازده سمفونی است که از او به‌جا مانده‌است. وی در دوره‌ای فعالیت داشت که بسیاری از آهنگسازان موسیقی دوازده‌نغمه‌ای می‌نوشتند، اما رابرا تصمیم گرفت که ترانه‌ها و آهنگ‌های خودش به این سیاق نباشد. در عوض او سبک متمایز خودش را ابداع کرد. کارهای بعدی او مانند کارهای پیشینش در میان علاقمندان به موسیقی محبوب نبود، اگرچه او هرگز احترام همکارانش را از دست نداد. در مجموع آثار او امروزه کمتر از آنچه انتظار می‌رفت، مورد تجلیل قرار می‌گیرد. برادر او آرتور رابرا یک مهندس بود.
رابرا دانش‌آموختهٔ دانشگاه ریدینگ و کالج سلطنتی موسیقی لندن و از شاگردان گوستاو هولست در هر دو دانشگاه بود. خودش پس از جنگ استاد رشته موسیقی در دانشگاه آکسفورد شد. دانشگاه دورام در سال ۱۹۴۹ به او دکترای افتخاری اعطا کرد. کریستوفر گانینگ یکی از شاگردان او بود.